# Denholm Elliott
Denholm Mitchell Elliott (ur. 31 maja 1922 w Londynie, zm. 6 października 1992 w Ibizie) – brytyjski aktor filmowy, teatralny i telewizyjny, trzykrotny laureat nagród BAFTA dla najlepszego aktora drugoplanowego.

## Życiorys
Ukończył Malvern College w Worcestershire i w 1939 roku rozpoczął studia w Royal Academy of Dramatic Art w Londynie. Podczas II wojny światowej był radiooperatorem i strzelcem pokładowym w RAF. We wrześniu 1943 roku jego samolot, Handley Page Halifax, został zestrzelony nad Morzem Północnym i do końca wojny Elliot przebywał w niemieckim obozie jenieckim Stalag 344 Lamsdorf w dzisiejszych Łambinowicach, gdzie zorganizował amatorską grupę teatralną No Name Players i brał udział w amatorskich przedstawieniach.
Po zakończeniu wojny wrócił do Londynu i rozpoczął karierę aktorską w teatrze. W 1946 roku zadebiutował na West Endzie w przedstawieniu The Guinea Pig. W filmie debiutował drugoplanową rolą w komedii Dear Mr. Prohack w 1949 roku.
Jego dorobek artystyczny obejmuje role w ponad 120 filmach i serialach telewizyjnych. W 1988 roku w uznaniu zasług dla sztuki filmowej został Komandorem Orderu Imperium Brytyjskiego.

## Życie prywatne
Elliott był dwa razy żonaty. Pierwsze małżeństwo, zawarte w 1954 roku z aktorką Virginią McKenna, zakończyło się rozwodem w 1957. Od 1962 roku żył w otwartym związku małżeńskim z 20 lat młodszą Susan Robinson; miał z nią dwoje dzieci.
Był biseksualny. W 1987 roku wykryto u niego wirusa HIV, a rok później zdiagnozowano AIDS. Zmarł na gruźlicę będącą powikłaniem AIDS w 1992 roku, w swoim domu na Ibizie.

## Filmografia
- 1949 Dear Mr. Prohack jako Oswald Morfey
- 1952 Bariera dźwięku (The Sound Barrier) jako Christopher Ridhefield
- 1952 The Ringer jako John Lemley
- 1952 The Holly and the Ivy jako Michael 'Mick' Gregory
- 1953 The Heart of the Matter jako Wilson
- 1953 Okrutne morze (The Cruel Sea) jako Morell
- 1953 They Who Dare jako sierżant Corcoran
- 1954 Lease of Life jako Martin Blake
- 1955 The Man Who Loved Redheads jako Dennis
- 1955 The Night My Number Came Up jako porucznik McKenzie
- 1957 Twelfth Night jako Sebastian
- 1959 The Moon and Sixpence jako pisarz
- 1962 Station Six-Sahara jako Macey
- 1964 The High Bright Sun jako Baker
- 1964 Nothing But the Best jako Charlie Prince
- 1964 The Holy Terror jako Herbert
- 1965 Król szczurów (King Rat) jako pułkownik G.D. Larkin
- 1965 You Must Be Joking! jako kapitan Tabasco
- 1966 Alfie jako aborcjonista
- 1966 Maroc 7 jako inspektor Barrada
- 1966 The Spy with a Cold Nose jako Pond-Jones
- 1968 Mewa (The Sea Gull) jako dr Dorn
- 1968 The Strange Case of Dr. Jekyll and Mr. Hyde jako dr George Devlin
- 1968 Noc, w którą zamordowano Minsky’ego[7] jako Vance Fowler
- 1970 Spóźniony bohater (Too Late the Hero) jako kapitan Hornsby
- 1970 Szczeble kariery Michaela Rimmera[8] jako Peter Niss
- 1971 W poszukiwaniu miłości (Quest for Love) jako Tom Lewis
- 1971 Dom wampirów[9] jako Charles Hillyer[10]
- 1971 Percy jako Emmanuel Whitbread
- 1972 Madame Sin jako Malcolm De Vere
- 1973 Dom lalki (A Doll's House) jako Krogstad
- 1973 Gabinet grozy[11] jako Diltant[12]
- 1974 Kariera Duddy Kravitza (The Apprenticeship of Duddy Kravitz) jako duchowny
- 1974 Percy's Progress jako Sir Emmanuel Whitbread
- 1974 The Last Chapter jako Robert Murray
- 1975 Rosyjska ruletka (Russian Roulette) jako komandor Petapiece
- 1976 Powrót Robin Hooda (Robin and Marian) jako Will Szkarłatny
- 1976 Córka dla diabła (To the Devil a Daughter) jako Henry Beddows
- 1976 Przeklęty rejs (Voyage of the Damned) jako admirał Wilhelm Canaris
- 1977 Dziwna sprawa końca cywilizacji[13] jako angielski delegat
- 1977 O jeden most za daleko (A Bridge Too Far) jako oficer RAF-u
- 1978 Sweeney 2 jako st. nadinspektor Jupp
- 1978 Wzgórze królików (Watership Down) jako Pierwiosnek (głos)
- 1978 Chłopcy z Brazylii (The Boys from Brazil) jako Sidney Beynon
- 1978 Pies Baskerville’ów (The Hound of the Baskervilles) jako Stapelton
- 1978 Dziewczynka w błękicie (La petite fille en velours bleu) jako Mike
- 1979 Saint Jack jako William Leigh
- 1979 Świt Zulu (Zulu Dawn) jako ppłk Pulleine
- 1979 Tylko dla sępów (Game for Vultures) jako Raglan Thistle
- 1979 Kuba (Cuba) jako Donald Skinner
- 1980 Zmysłowa obsesja (Bad Timing) jako Stefan Vognic
- 1980 Niedzielni kochankowie (Sunday Lovers) jako Parker
- 1980 Blade on the Feather jako Jack Hill
- 1980 Rising Damp jako Charles Seymour
- 1981 Poszukiwacze zaginionej Arki[14] jako Marcus Brody
- 1982 Syrop z siarki i piołunu (Brimstone & Treacle) jako Tom Bates
- 1982 Misjonarz (The Missionary) jako biskup
- 1983 Nieoczekiwana zmiana miejsc (Trading Places) jako Coleman
- 1983 Pies Baskerville’ów[15] jako dr Mortimer
- 1983 The Wicked Lady jako sir Ralph Skelton
- 1984 Ostrze brzytwy (The Razor's Edge) jako Elliott Templeton
- 1984 Prywatne zajęcia (A Private Function) jako dr Charles Swaby
- 1984 Camille jako hrabia de Noilly
- 1985 Pokój z widokiem (A Room with a View) jako pan Emerson
- 1985 Obrona królestwa (Defence of the Realm) jako Vernon Bayliss
- 1985 Underworld jako dr Savary
- 1985 Past Caring jako Victor
- 1986 Odlotowe chłopaki (The Whoopee boys) jako pułkownik Phelps
- 1986 Hotel du Lac jako Philip Neville
- 1986 Pani Delafield wychodzi za mąż[16] jako George Parker
- 1987 Maurycy (Maurice) jako doktor Barry
- 1987 Wrzesień (September) jako Howard
- 1987 Scoop jako pan Salter
- 1988 Tożsamość Bourne’a (The Bourne Identity) jako Washburn
- 1988 Powrót znad rzeki Kwai[17] jako pułkownik Grayson
- 1988 Abelard i Heloiza (Stealing Heaven) jako Fulbert
- 1988 Klucze do wolności (Keys to Freedom) jako inspektor Basil Crisp
- 1988 Cyryl: CIA KGB (Codename: Kyril) jako Povin
- 1988 Wojna Hanny (Hanna's War)
- 1989 Indiana Jones i ostatnia krucjata[18] jako Marcus Brody
- 1989 Zabić tatę (Killing Dad) jako Nathy
- 1990 The Love She Sought jako James O'Hannon
- 1990 Sunday Pursuit jako Thomas Wilkins
- 1991 Gorąca noc (Scorchers) jako Howler
- 1991 Szkoła wyrzutków (Toy Soldiers) jako dyrektor
- 1991 Pod wiatr (One Against the Wind) jako ojciec LeBlanc
- 1991 Morderstwo doskonałe[19] jako George Smiley
- 1991 The Black Candle jako William Filmore
- 1992 Poza sceną (Noises Off...) jako Selsdon Mowbray

## Nagrody i nominacje
- BAFTA:
  - 1982 – nominacja Najlepszy aktor drugoplanowy za Poszukiwaczy zaginionej Arki
  - 1974 – nominacja Najlepszy aktor drugoplanowy za film Dom lalki
  - 1980 – nominacja Najlepszy aktor drugoplanowy za film Saint Jack
  - 1981 – Najlepszy aktor telewizyjny za film Blade on the Feather
  - 1984 – Najlepszy aktor drugoplanowy za film Nieoczekiwana zmiana miejsc
  - 1985 – Najlepszy aktor drugoplanowy za film Prywatne zajęcia
  - 1986 – Najlepszy aktor drugoplanowy za film Obrona królestwa
  - 1987 – nominacja Najlepszy aktor telewizyjny za film Hotel du Lac
  - 1987 – nominacja Najlepszy aktor drugoplanowy za film Pokój z widokiem

- Evening Standard British Film Awards
  - 1981 – Najlepszy aktor: Zmysłowa obsesja, Rising Damp, Jutrzenka Zulusów
  - 1985 – Peter Sellers Award for Comedy
- Gemini Awards
  - 1988 – nominacja Najlepszy aktor pierwszoplanowy: A Child's Christmas in Wales
- Kansas City Film Critics Circle Awards
  - 1987 – Najlepszy aktor drugoplanowy za film Pokój z widokiem
- MystFest
  - 1986 – Najlepszy aktor za film Obrona królestwa
- Oscar:
  - 1987 – nominacja Najlepszy aktor drugoplanowy za film Pokój z widokiem